# Campionato nordamericano femminile di pallavolo 1983
L'VIII campionato nordamericano femminile di pallavolo si è svolto nel 1983 a Indianapolis, negli Stati Uniti. Al torneo hanno partecipato 6 squadre nazionali nordamericane e la vittoria finale è andata per la seconda volta consecutiva agli Stati Uniti.

## Classifica finale
| Classifica | Squadre         | Qualificazione               |
| ---------- | --------------- | ---------------------------- |
|            | Stati Uniti     |                              |
|            | Cuba            |                              |
|            | Canada          | Giochi della XXIII Olimpiade |
| 4          | Messico         |                              |
| 5          | Porto Rico      |                              |
| 6          | Rep. Dominicana |                              |